# کابورگوا-اولمویه
کابورگوا-اولمویه (به اسپانیایی: Complejo volcánico Caburgua-Huelemolle) یک کوه در شیلی است که در کوه‌های آند واقع شده‌است. کابورگوا-اولمویه ۱٬۴۹۶ متر بالاتر از سطح دریا واقع شده‌است.